# Guillermo Blanco
Guillermo Blanco Martínez (Talca, 15 de agosto de 1926-Santiago, 25 de agosto de 2010) fue un escritor, periodista y profesor universitario chileno, miembro de la llamada «Generación de 1950».

## Biografía
Hijo de Guillermo Blanco Medina y Vicenta Martínez Martin. En 1934 se fue a Santiago con su familia y estudió en el Instituto de Humanidades Luis Campino.
Sus primeras publicaciones aparecen en las revistas Amargos y Rumbos (de esta, llegó a ser director en 1958). 
Los primeros libros —el volumen de cuentos Sólo un hombre y el mar y la novela Misa de Réquiem— salen en 1959; el mismo año empieza a trabajar en el diario La Libertad, órgano del Partido Demócrata Cristiano de Chile. 
En 1962 asumió el cargo de subdirector del seminario La Voz. Además, por esa época colaboró con diferentes medios como la revista Ercilla, Iglesia de Santiago y otros. Más tarde, en la década de 1970, lo hizo con La Prensa, La Tercera de la Hora y Hoy (1976-1985).
La novela Gracia y el forastero (1964), su obra más conocida, con una cincuentena de ediciones, fue premiada por la Academia Chilena de la Lengua y ha sido llevada al cine en dos oportunidades: la primera, en 1974 por Sergio Riesenberg y la segunda, en 2000.
En 1968 fue enviado a Vietnam como corresponsal de Ercilla y al año siguiente participó en la fundación de la Televisión Nacional de Chile, donde en 1970, dirige el programa Decisión 70, sobre los candidatos presidenciales de la elección de ese año.  
Desde 1978 era miembro de la Academia Chilena de la Lengua, en reemplazo del fallecido Salvador Reyes; también era miembro correspondiente de la Real Academia Española. 
Además de ser un notable novelista, Blanco fue también un destacado ensayista y profesor en diversas universidades, como la Católica, la Diego Portales y la Católica Silva Henríquez (ex Blas Cañas).
Por decisión unánime, fue galardonado con el Premio Nacional de Periodismo en 1999, por sus escritos, ensayos y crónicas.
Falleció el 25 de agosto de 2010 en la clínica Tabancura a causa de un paro cardiorrespiratorio, a los 84 años de edad.

## Obra
- Solo un hombre y el mar, cuentos, Editorial del Pacífico, Santiago, 1957
- Misa de réquiem, novela, Ediciones Alerce, Santiago, 1959
- Revolución en Chile, novela humorística escrita en conjunto con Carlos Ruiz-Tagle y firmada con el seudónimo de Sillie Utternut; Editorial del Pacífico, Santiago, 1962
- Gracia y el forastero, novela, Editorial Zig-Zag, Santiago, 1964
- Cuero de diablo, cuentos, Zig-Zag, Santiago, 1966
- Los borradores de la muerte, cuentos, Zig-Zag, Santiago, 1969
- El evangelio de Judas, ensayo, Pineda Libros, Santiago, 1972
- Ahí va esa, crónicas humorísticas; el libro está firmado con el seudónimo de A.I. Baeza, Pineda Libros, Santiago, 1973
- Adiós a Ruibarbo, Pineda Libros, Santiago, 1974; contiene 5 cuentos:
  - «Adiós a Ruibarbo»; «La puerta»; «La sentencia»; «Pesadilla» y «Este era un niño que nació una vez»
- Contando a Chile, historia para niños, con dibujos de Lukas (Renzo Pecchenino, 1934-1988); Andrés Bello, Santiago, 1975
- Placeres prohibidos, crónicas, prólogo de Hernán Millas; Ediciones Aconcagua, Santiago, 1976
- Dulces chilenos, novela, Pomaire, 1977 (reeditada por Andrés Bello, 1993)
- Los incidentes de Riobamba y Pudahuel en tres diarios chilenos, ensayo, Instituto Chileno de Estudios Humanísticos, Santiago, 1977
- Comunicación social para la paz, ensayo, Instituto Chileno de Estudios Humanísticos, Santiago, 1979
- Eduardo Frei, el hombre de la patria joven, ensayo, Instituto Chileno de Estudios Humanísticos, Santiago, 1984
- Libro del Buen Dolor, cuentos, Instituto Profesional de Estudios Superiores Blas Canas, Santiago, 1986
- Camisa limpia, biografía novelada de Francisco Maldonado da Silva; Pehuén, 1989 (reeditada en 2000 por LOM)
- Gente de color, novela, 1989 (reeditada en 2000 por LOM)
- Vecina amable, novela, con ilustraciones de Eduardo Osorio y comentario crítico de Juan Antonio Massone; Andrés Bello, Santiago, 1990
- En Jauja la Megistrú, novela juvenil, Editorial Los Andes, Santiago, 1993
- El humor brujo, novela, Planeta, Santiago, 1996
- El joder y la gloria, Planeta, Santiago, 1997
- Unamuno, el león sin sus gafas, ensayo, Andrés Bello, Santiago, 2003
- Cuentos completos, Alfaguara, 2005
- Recuerdos no siempre cuerdos, Tajamar Ediciones, Santiago, 2005
- Una loica en la ventana, novela, LOM, Santiago, 2008

## Premios
- Premio Concurso Nacional de El Mercurio 1956 por su cuento «Adiós a Ruibarbo».
- Premio único del Concurso Interamericano de Cuentos 1956 de El Nacional, México, por «La espera».
- Premio Alerce 1959, de la Sociedad de Escritores de Chile y la Universidad de Chile por su novela «Misa de réquiem».
- Premio de la Academia Chilena de la Lengua 1964 por «Gracia y el forastero».
- Premio Municipal de Literatura de Santiago 1966, categoría Cuento, por «Cuero de diablo».
- Premio Nacional de Periodismo 1999.
- Finalista del Premio Altazor 2009 con «Una loica en la ventana».